# Lecanorchis seidenfadenii
Lecanorchis seidenfadenii är en orkidéart som beskrevs av Dariusz Lucjan Szlachetko och Joanna Mytnik-Ejsmont. Lecanorchis seidenfadenii ingår i släktet Lecanorchis och familjen orkidéer. Inga underarter finns listade i Catalogue of Life.